# Josip Plemelj
Josip Plemelj (Bled, 11 de dezembro de 1873 — Liubliana, 22 de maio de 1967) foi um matemático esloveno.
Embora proveniente de uma família de parcos recursos, seu talento para a matemática foi reconhecido cedo, o que lhe possibilitou boa formação escolar. Estudou em Viena, de 1894 a 1898, e em seguida em Berlim e Göttingen. Foi nomeado Privatdozent em Viena, em 1902, e em 1907 obteve uma cátedra na Universidade de Chernivtsi (então na Áustria-Hungria, atualmente Ucrânia). Durante a Primeira Guerra Mundial foi expulso, em 1917.
Em 1919 foi o primeiro reitor da Universidade de Ljubljana, então reaberta. Lá foi professor de matemática até aposentar-se, em 1957, com 83 anos de idade.
Plemelj trabalhou principalmente com cálculo diferencial e integral. Aconselhado por David Hilbert in Göttingen, foi um dos primeiros a contribuir com avanços significativos na teoria dos operadores de Fredholm. Digno de citação é sua demonstração do Último Teorema de Fermat, para n = 5.